# Ulf Stark
Ulf Stark (Stureby, Söderort, 1944. július 12. – Stockholm, 2017. június 13.) svéd író.

## Főbb művei
- Sophämtarna (1966)
- Skärgårdsliv (1967)
- Petter och den röda fågeln (1975)
- Petter och de upproriska grisarna (1976)
- Patrik (1978)
- Dårfinkar & dönickar (1984)
- Maria Bleknos (1985)
- Låt isbjörnarna dansa (1986)
- Jaguaren (1987)
- Sixten (1987)
- Karlavagnen (1989)
- Min vän Percys magiska gymnastikskor (1991)
- Kan du vissla Johanna? (1992)
- Min vän shejken i Stureby (1995)
- Min syster är en ängel (1996)
- Ängeln och den blåa hästen (1997)
- Inget trams (1997)
- När pappa visade mej världsalltet (1998)
- Lilla Asmodeus (1998)
- Ensam med min bror (2000)
- Den svarta fiolen (2000)
- Mitt liv som Ulf (2001)
- Vi läser storbildsblock (2001)
- Hönsfjäderskorna (2001)
- När mamma var indian (2002)
- Göran och draken (2002)
- Fullt med flugor i klassen (2003)
- När jag besökte himlen (2003)
- Kvällen när pappa lekte (2004)
- Min vän Percy, Buffalo Bill och jag (2004)
- Märklin och Turbin (2005)
- En stjärna vid namn Ajax (2008)

### Magyarul megjelent gyermekkönyvei[8]
- A veteményeskert hősei (illusztrálta Charlotte Ramel)
- A kis róka kalandjai (2011, illusztrálta Petra Svanbäck)
- A süni elindul világot látni (2011, illusztrálta Ann-Cathrine Sigrid Ståhlberg)
- Az erdő királya (2013, illusztrálta Ann-Cathrine Sigrid Stählberg)
- A hercegnő és a boldogság (2013, illusztrálta Silke Leffler)
- A békaherceg (2014, illusztrálta Silke Leffler)
- Bagoly szabadságra megy (2015, illusztrálta Ann-Cathrine Sigrid Stählberg)

## Díjai
- August-díj (1996, Anna Höglunddal a Min syster är en ängel könyvért)